# Smeryngolaphria bromleyi
Smeryngolaphria bromleyi là một loài ruồi trong họ Asilidae. Smeryngolaphria bromleyi được Londt miêu tả năm 1989. Loài này phân bố ở vùng nhiệt đới châu Phi.